# Retiskenea diploura
Retiskenea diploura là một loài ốc biển, là động vật thân mềm chân bụng sống ở biển in the siêu họ Neomphaloidea.